# Украинка (Межевский район)
Украинка (укр. Українка) — село,
Межевский поселковый совет,
Межевский район,
Днепропетровская область,
Украина.
Код КОАТУУ — 1222655108. Население по переписи 2001 года составляло 203 человека.

## Географическое положение
Село Украинка находится на расстоянии в 1 км от села Славное и в 1,5 км от села Степное.
Рядом проходит автомобильная дорога Т-0428.

## История
- 1894 — дата основания.